# Dejan Dražić
Dejan Dražić (Servisch: Дејан Дражић) (Sombor, 26 september 1995) is een Servisch professioneel voetballer die bij voorkeur als aanvaller speelt. Hij tekende in augustus 2015 een contract tot medio 2020 bij Celta de Vigo, dat hem overnam van OFK Beograd.

## Clubcarrière

### OFK Beograd
Dražić speelde in de jeugdopleidingen van FK Teleoptik en Partizan Belgrado, waarna hij vertrok naar OFK Beograd. Hier debuteerde hij op 21 september 2013 in de wedstrijd tegen Partizan Belgrado. Hij kwam twintig minuten voor tijd het veld in. Drie weken later stond hij tegen FK Radnički voor het eerst in de basis. Hij scoorde ook meteen zijn eerste doelpunt in het profvoetbal. Uiteindelijk kwam hij tot 52 competitiewedstrijden voor OFK Beograd waarin hij 9 keer wist te scoren.

### Celta de Vigo
In augustus 2015 tekende Dražić een contract tot medio 2020 bij Celta de Vigo. Hij was meteen fit genoeg om te spelen voor Celta, omdat de competitie in Servië al drie speelronden had gehad. Hij maakte op 26 september 2015 zijn debuut in de wedstrijd tegen SD Eibar. Dražić kwam 14 minuten voor tijd binnen de lijnen voor Theo Bongonda. Zijn eerste doelpunt maakte hij op 13 januari 2016 in de achtste finale van de Copa del Rey tegen Cádiz CF. Celta de Vigo won de wedstrijd met 2−0, Dražić maakte de laatste treffer.
Op 30 augustus 2016 werd Dražić voor de rest van het seizoen verhuurd aan Real Valladolid, uitkomend in de Segunda División A. Hij keerde in juli 2017 terug naar Celta en besloot in overleg met de club om voor het seizoen 2017/18 bij Celta de Vigo B aan te sluiten, omdat speeltijd in het eerste elftal gering was maar hij toch bij de club wilde blijven.

## Interlandcarrière
Dražić nam met de onder 19 deel aan het WK 2014. In september 2016 debuteerde hij in Jong Servië.